# Sprint Corporation
Sprint Corporation fue una compañía estadounidense de telecomunicaciones con sede en Estados Unidos. Actualmente es una marca de T-Mobile USA para servicios inalámbricos e internet. T-Mobile es ahora el propietario completo de Sprint. Con la fusión entre ambas empresas, Sprint pasó del cuarto al tercer operador celular más grande de los Estados Unidos con 102.06 millones de clientes entre ambas empresas, solo rebasado por Verizon Wireless y AT&T Mobility. En los Estados Unidos también opera la red de banda ancha móvil más grande de los Estados Unidos.
Antes de 2005, la compañía se conocía como Sprint Corporation, pero tomó el nombre Sprint Nextel Corporation cuando se fusionó con Nextel Communications ese año. En 2013, tras el cierre de la red de Nextel y concurrente con la adquisición por parte de SoftBank, la empresa volvió a usar el nombre Sprint Corporation.
En julio de ese mismo año, como parte de las transacciones de SoftBank, Sprint adquirió las acciones restantes del proveedor de banda ancha inalámbrica Clearwire Corporation, que no eran de su propiedad.
El 6 de agosto de 2014, se anunció que el CEO Dan Hesse sería reemplazado por Marcelo Claure, a partir del 11 de agosto del mismo año. Claure es el fundador y ex CEO del proveedor inalámbrico Brightstar.
Sprint también maneja DCSNet que es la red privada de comunicaciones del gobierno estadounidense.[cita requerida]
Desde el 2008, Sprint es el principal patrocinador de la categoría elite de NASCAR, la NASCAR Cup Series.
En abril de 2020 fue adquirida por T-Mobile

## Historia

### Adquisición por SoftBank Corporación
El 14 de octubre de 2012, la empresa japonesa de telecomunicaciones SoftBank anunció su intención de adquirir el 70% de Sprint Nextel Corporation por $20,100,000,000. SoftBank afirma que Sprint seguirá siendo una entidad separada, seguirá siendo una portadora CDMA y continuará ejecutando el plan de Sprint para convertirse en portadora de todos sus servicios en LTE hacia el 2017.
El 15 de abril de 2013, Dish Network anunció una oferta más alta por Sprint Nextel de $25.5 mil millones, más alta que la oferta hecha por SoftBank. El 18 de junio de 2013, DISH retiró su oferta y decidió que en lugar de centrarse en comprar a Clearwire, sin embargo, el 26 de junio de ese mismo año, DISH también se retractó de su oferta por Clearwire, dejando el camino libre para que Sprint Nextel sea adquirida.
La Comisión Federal de Comunicaciones de Estados Unidos aprobó la adquisición de una participación en Sprint de SoftBank.
La Presidenta en funciones de la FCC Mignon Clyburn y el comisionado Ajit Pai dieron declaraciones de apoyo a gritos por la adquisición, diciendo que el acuerdo "servirá para el interés público". El 10 de julio de 2013, SoftBank completa la adquisición de Sprint Nextel Corporation por 21,6 mil millones de dólares por la participación del 78% en la empresa. La nueva compañía es ahora conocida como la Sprint Corporation.
El 6 de agosto de 2013, SoftBank compró aproximadamente 2% más de acciones de Sprint Corporation, y el aumento de su participación accionaria en la empresa es del 80%.

### Sprint en la Copa América Centenario 2016
La Compañía patrocinó la Copa América del Centenario celebrada en los Estados Unidos, una jugada particular sucedió en uno de los encuentros de dicha competición, mientras la marca Sprint se estaba promocionando en la estática, en el partido por semifinales entre Estados Unidos y Argentina en el estadio de Houston el jugador Ezequiel Lavezzi luego de un salto por capitalizar un pelotazo enviado por Javier Mascherano cayó al suelo golpeando al guardia de seguridad, Turco Bignone en la espalda, y quebró distal, perdiendosé de esa forma la final.

## Redes inalámbricas
Sprint Corporation opera redes inalámbricas en múltiples bandas de frecuencia de propiedad de Sprint utilizando múltiples interfaces de radio.
| Frecuencia      | Número de Banda    | Generación | Radio Interface                             | Estado                         | Notas                                                        |
| --------------- | ------------------ | ---------- | ------------------------------------------- | ------------------------------ | ------------------------------------------------------------ |
| 800 MHz ESMR    | CDMA Band Class 10 | 3G         | CDMA 1x avanzada                            | Activa/En construcción         | Para los datos de voz y de baja velocidad (<150kbit/s)       |
| 800 MHz ESMR    | LTE Band 26        | 4G         | LTE                                         | Activa/En construcción         |                                                              |
| 1900 MHz PCS    | CDMA Band Class 1  | 3G         | CDMA 1xRTT (1xAvanzado en algunos mercados) | Activa                         |                                                              |
| 1900 MHz PCS    | CDMA Band Class 1  | 3G         | CDMA EVDO Rev. A                            | Activa                         |                                                              |
| 1900 MHz PCS    | LTE Band 25        | 4G         | LTE                                         | Activa/En construcción         | Banda LTE "Primaria"                                         |
| 2.5 GHz BRS/EBS | N/A                | 4G         | WiMAX                                       | Activa/Dada de baja en el 2015 | Ya no venden dispositivos WiMAX. 2015-2016 - Fecha tentativa |
| 2.5 GHz BRS/EBS | LTE Band 41        | 4G         | TDD-LTE Comercializado como "Spark"         | Activa/En construcción         | Fase 1 y Fase 2 Despliegue en curso                          |

### WiMAX (se dio de baja en 2015)
Sprint Corporation opera una red de 4G WiMAX en la banda de 2.5 GHz ., que fue operado previamente por Clearwire Corporation antes de ser adquirida Sprint, también ofrece a sus socios prepago de Boost Mobile y Virgin acceso móvil a los servicios de datos a través de la red WiMAX, incluyendo a otros operadores virtuales móviles en virtud de acuerdos al por mayor.
Sprint Nextel tiene derechos sobre el espectro radioeléctrico originalmente en la banda de 2,5GHz para la prestación de los servicios de cuarta generación y comenzó a construir una red WiMAX, ofreciendo servicios bajo la marca Xohm. Sin embargo, el 7 de mayo de 2008, anunció que fusionaría su unidad de banda ancha inalámbrica WiMAX con Clearwire Corporation, obteniendo a cambio los fondos de Clearwire. Ambas compañías completaron la transacción el 28 de noviembre de 2008. Sprint se convirtió en el dueño de Clearwire, después de superar la oferta de Dish Network.
El 8 de octubre de 2008, lanzó WiMAX en Baltimore e hizo alarde de varias computadoras portátiles nuevas que tenían incluidos los chips WiMAX. Anunciaron que Sprint estaría ofreciendo 'productos' en modo dual 3G/4G para fin de año. Baltimore es la primera ciudad en obtener Xohm, pero se espera que lancen pronto en más ciudades, como Chicago y Filadelfia.
El 19 de abril de 2011, Sprint Nextel anunció que acordó pagar al menos $1 mil millones a Clearwire para que pueda funcionar en la red 4G WiMAX durante el 2012, un acuerdo más tarde anunció en diciembre de 2011 especificando las condiciones que permitían a Sprint, sus filiales y clientes al por mayor seguir teniendo acceso a la red Clearwire 4G WiMAX hasta el 2015. El 9 de julio de 2013, Sprint Nextel adquirió las acciones restantes, acciones que aún no poseía en Clearwire y sus activos.
Actualmente está trabajando en la migración de los clientes de WiMAX que usan los dispositivos compatibles con LTE, con el fin de comenzar la transición de las bandas WiMAX a LTE TDD. En julio de 2013, Sprint anunció sus primeros productos de tri-banda capaces de acceder a las conexiones de datos TDD-LTE en las bandas de 2.5GHz actualmente usadas para WiMAX.

### LTE
El 28 de julio de 2011, Sprint anunció que había decidido poner fin el despliegue de la red 4G usando la tecnología WiMAX, a favor del LTE como una tecnología "superior" y más internacionalmente aceptada. También anunció que firmó un acuerdo de 15 años que incluía alojamiento del espectro, servicios de red, 4G al por mayor y de roaming 3G, con LightSquared, que más tarde se disolvió debido a cuestiones reglamentarias que LightSquared no pudo resolver con la FCC.
Sprint anunció planes de despliegue LTE iniciales en la conferencia de Actualización Estratégica de Sprint, el 7 de octubre de 2011. Su socio visionario Samsung comenzó despliegues de LTE el 27 de octubre de 2011, en Chicago, Illinois. Sprint proyecta que la red LTE cubriría 123 millones de personas en el 2012 y más de 250 millones de personas a finales del 2013.